# Aleksander Gintowt-Dziewałtowski
Aleksander Kazimierz Gintowt-Dziewałtowski (ur. 26 lutego 1821 w Wojszkanach koło Kowna, zm. 14 sierpniajul. / 26 sierpniagreg. 1889), biskup rzymskokatolicki.

## Życiorys
W latach 1872–1883 biskup sufragan płocki i tytularny biskup Helenopolis in Bithynia, od 1883 arcybiskup mohylewski (w latach 1882–1883 biskup koadiutor) i administrator apostolski miński.